# Admiralty (metrostation in Singapore)
Admiralty is een metrostation van de metro van Singapore aan de North South Line.